# Philippe Méaille

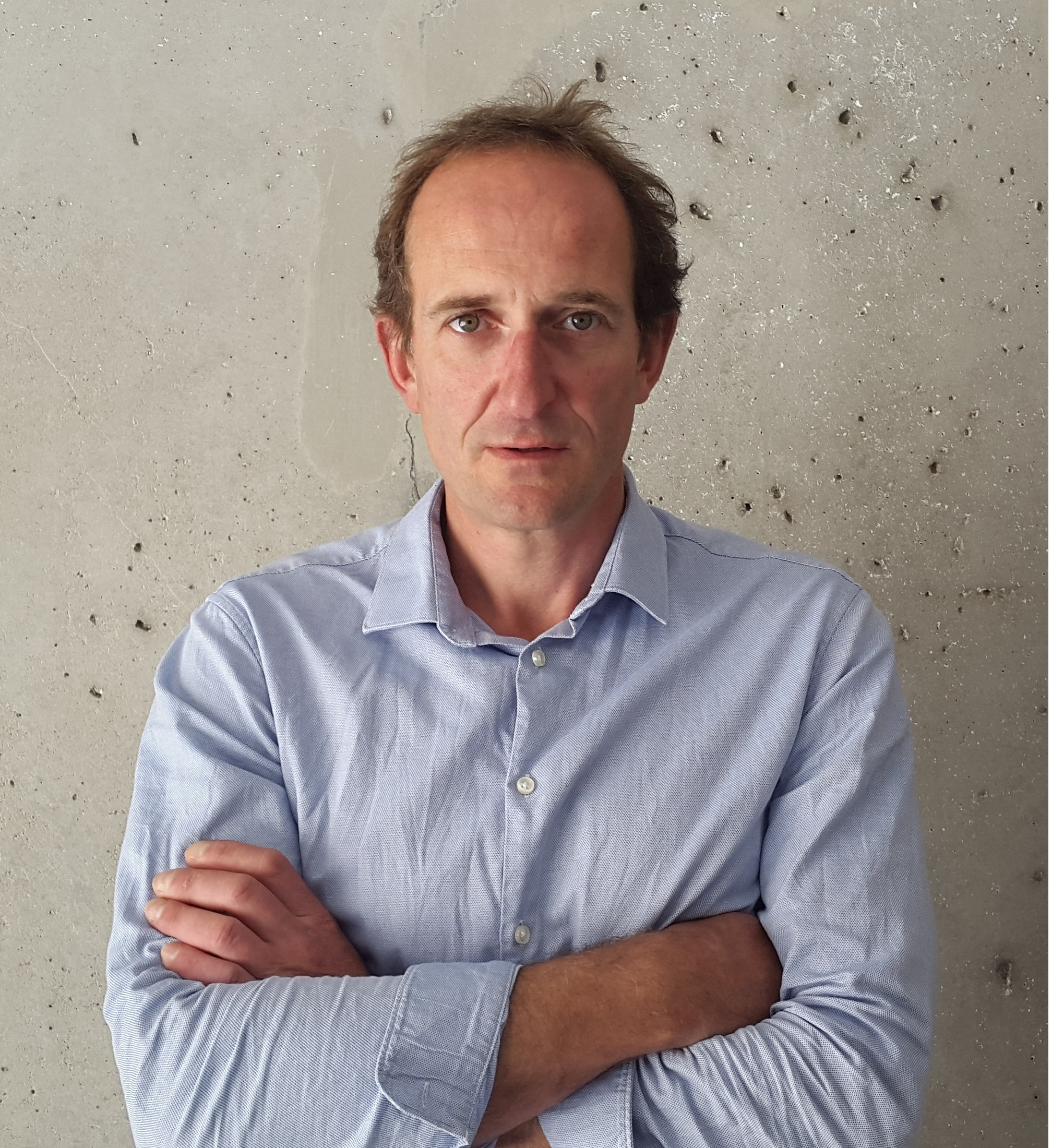
Philippe Méaille, 2017

Philippe Méaille (* 27. April 1973 in Enghien-les-Bains) ist ein französischer Schriftsteller und Kunstsammler. Er ist Gründer und Präsident des Schlosses Montsoreau – Museum für zeitgenössische Kunst. Derzeit besitzt Méaille die weltweit größte Sammlung von Art & Language-Werken.

## Werdegang
Nach seinem Abschluss am Lycée Vauban in Pontoise wurde Méaille an der Pariser Universität Descartes aufgenommen, wo er Pharmazie studierte. Méaille begann seine Kunstsammlung aufzubauen, als er als Student in Paris ankam. 1994 begann Méaille, Verbindungen zu Künstlern der Art & Language aufzubauen, darunter den Galeristen Eric Fabre. Méaille erwarb 1996 eine große Anzahl von Werken von der Schweizer Rothschild Bank. Diese Werke waren 1972 vom Schweizer Galeristen Bruno Bischofberger erworben worden.

“When I was 20 or 21, I bought a work of Art & Language of 1965 called Mirror Piece and installed it in my appartment in Paris. After two or three days, I felt sad and stupid because I understood the limit imposed if these works were kept private. They would be like a discussion that was kept secret. Therefore I felt a responsibility to make this collection accessible to the widest possible public.”

„Als ich 20 oder 21 Jahre alt war, kaufte ich ein Kunstwerk von Art & Language aus dem Jahr 1965 mit dem Namen Mirror Piece und installierte es in meiner Pariser Wohnung. Nach zwei oder drei Tagen fühlte ich mich traurig und dumm, weil ich die Einschränkungen verstand, wenn diese Werke privat gehalten wurden. Sie wären wie eine Diskussion, die geheim gehalten wurde. Daher fühlte ich mich verpflichtet, diese Sammlung einer möglichst breiten Öffentlichkeit zugänglich zu machen.“

Méaille hat seitdem die weltweit größte Sammlung von Art & Language Werken zusammengestellt.
Im Jahr 2000 installierte Méaille seine Sammlung im Château de la Bainerie, einem ehemaligen Sommerlager der Stadt Argenteuil.
Die Sammlung von Art & Language werken erstreckt sich über eine Fläche von 50.000 Quadratmetern des Schlosses. 2006 organisierte Méaille eine öffentliche Ausstellung mit der Beaux-Arts-Schule in Nantes. 2011 kündigte Méaille dem MACBA eine langfristige Leihgabe von 800 Art & Language werken an. 2014 wurde Jill Silverman van Coenegrachts zur Kuratorin der Méaille-Kollektion.
Im Jahr 2014 veranstaltete der MACBA eine große Retrospektive der Gruppe Art & Language, deren Titel Art & Language Unvollendet: Die Philippe Méaille Collection. Die Retrospektive enthielt von Méaille entliehene Werke.
2015 unterzeichnete Méaille einen Pachtvertrag über eine Dauer von 25 Jahren für das Schloss Montsoreau, eine Burg im Loire-Tal. Im selben Jahr gründete Méaille das Schloss Montsoreau – Museum für zeitgenössische Kunst, in dem rund 80 Werke seiner Sammlung ständig ausgestellt sind.
2017 beschloss Méaille, seinen Leihvertrag mit dem MACBA nicht zu verlängern. Stattdessen entschied er sich, seine gesamte Sammlung in das Schloss Montsoreau – Museum für zeitgenössische Kunst zu bringen. Er erklärte, der Hauptgrund für diese Entscheidung sei die politische Instabilität in Katalonien.

## Bücher
- Jill Silverman van Coenegrachts: Made in Zurich – Ausgewählte Editionen – 1965–1972 Art & Language. Paris 2014, ISBN 978-3-00-047269-5.
- Carles Guerra: Art & Language unvollendet: die Philippe Méaille Collection. Museum für zeitgenössische Kunst Barcelona, Barcelona 2014, ISBN 978-84-92505-52-4, S. 264.
- JacksonMatthew Jesse: Art & Language Reality (Dunkel) Fragmente (Licht) Philippe Méaille Collection. Schloss Montsoreau – Museum für zeitgenössische Kunst. Montsoreau 2018, ISBN 978-2-9557917-2-1, S. 176.
- Chris Dercon: Das Privatmuseum der Zukunft. JRP Ringier, Zürich 2018, ISBN 978-3-03764-520-8, S. 214.